# Jan Klinkowski
Jan Klinkowski (ur. 13 czerwca 1962 r. w Chojnowie) – polski duchowny, dr hab. nauk teologicznych, profesor nadzwyczajny Instytutu Nauk Biblijnych Papieskiego Wydziału Teologicznego we Wrocławiu.

## Życiorys
Urodził się 13 czerwca 1962 r. w Chojnowie jako syn Jana i Heleny z domu Świadkowska. Święcenia kapłańskie przyjął 23 maja 1987 r. w Katedrze Wrocławskiej. 14 grudnia 1999 r. obronił pracę doktorską Technika zużytkowania Starego Testamentu w Ewangeliach synoptycznych. 11 maja 2009 r. habilitował się na podstawie pracy zatytułowanej Analiza dramatyczna Ewangelii św. Jana'. Piastuje funkcję profesora nadzwyczajnego w Instytucie Nauk Biblijnych na Papieskim Wydziale Teologicznym we Wrocławiu oraz członka Komitetu Nauk Teologicznych na I Wydziale Nauk Humanistycznych i Społecznych Polskiej Akademii Nauk.
Był kierownikiem (p.o.) w Katedrze Egzegezy Ksiąg Starego Testamentu, Instytutu Teologii Systematycznej na Papieskim Wydziale Teologicznym we Wrocławiu.